# Belhomert-Guéhouville
Belhomert-Guéhouville è un comune francese di 863 abitanti situato nel dipartimento dell'Eure-et-Loir nella regione del Centro-Valle della Loira.

## Società

### Evoluzione demografica
Abitanti censiti